# Diocese de Nova Iguaçu
A Diocese de Nova Iguaçu (Dioecesis Neo-Iguassuensis) é uma circunscrição eclesiástica da Igreja Católica no estado brasileiro do Rio de Janeiro. Pertence ao Conselho Episcopal Regional Leste I da Conferência Nacional dos Bispos do Brasil. A sede episcopal está na cidade de Nova Iguaçu.

## Administração
Bispos locais:
|                   | Nome                               | Período           | Notas                                 |
| Bispos diocesanos | Bispos diocesanos                  | Bispos diocesanos | Bispos diocesanos                     |
| ----------------- | ---------------------------------- | ----------------- | ------------------------------------- |
| 6º                | Gilson Andrade da Silva            | 2019-atual        |                                       |
| 5º                | Luciano Bergamin, C.R.L.           | 2002-2019         |                                       |
| 4º                | Werner Franz Siebenbrock, S.V.D.   | 1995-2002         | Nomeado Bispo de Governador Valadares |
| 3º                | Adriano Mandarino Hypólito, O.F.M. | 1966-1995         |                                       |
| 2º                | Honorato Piazera, S.C.J.           | 1961-1966         | Nomeado Bispo coadjutor de Lages      |
| 1º                | Walmor Battú Wichrowski            | 1960-1961         |                                       |
| Bispo-coadjutor   |                                    |                   |                                       |
|                   | Gilson Andrade da Silva            | 2018-2019         |                                       |